# Andrzej Woźniak
Andrzej Woźniak (Konin, 23 ottobre 1965) è un ex calciatore polacco, di ruolo portiere.

## Statistiche

### Cronologia presenze e reti in nazionale
| Cronologia completa delle presenze e delle reti in nazionale ― Polonia | Cronologia completa delle presenze e delle reti in nazionale ― Polonia | Cronologia completa delle presenze e delle reti in nazionale ― Polonia | Cronologia completa delle presenze e delle reti in nazionale ― Polonia | Cronologia completa delle presenze e delle reti in nazionale ― Polonia | Cronologia completa delle presenze e delle reti in nazionale ― Polonia | Cronologia completa delle presenze e delle reti in nazionale ― Polonia | Cronologia completa delle presenze e delle reti in nazionale ― Polonia |
| Data                                                                   | Città                                                                  | In casa                                                                | Risultato                                                              | Ospiti                                                                 | Competizione                                                           | Reti                                                                   | Note                                                                   |
| ---------------------------------------------------------------------- | ---------------------------------------------------------------------- | ---------------------------------------------------------------------- | ---------------------------------------------------------------------- | ---------------------------------------------------------------------- | ---------------------------------------------------------------------- | ---------------------------------------------------------------------- | ---------------------------------------------------------------------- |
| 9-2-1994                                                               | Santa Cruz de Tenerife                                                 | Spagna                                                                 | 1 – 1                                                                  | Polonia                                                                | Amichevole                                                             | -1                                                                     |                                                                        |
| 23-3-1994                                                              | Salonicco                                                              | Grecia                                                                 | 0 – 0                                                                  | Polonia                                                                | Amichevole                                                             | -0                                                                     |                                                                        |
| 13-4-1994                                                              | Cannes                                                                 | Polonia                                                                | 1 – 0                                                                  | Arabia Saudita                                                         | Amichevole                                                             | -0                                                                     |                                                                        |
| 4-5-1994                                                               | Cracovia                                                               | Polonia                                                                | 3 – 2                                                                  | Ungheria                                                               | Amichevole                                                             | -2                                                                     |                                                                        |
| 17-5-1994                                                              | Katowice                                                               | Polonia                                                                | 3 – 4                                                                  | Austria                                                                | Amichevole                                                             | -4                                                                     |                                                                        |
| 17-8-1994                                                              | Radom                                                                  | Polonia                                                                | 1 – 1                                                                  | Bielorussia                                                            | Amichevole                                                             | -1                                                                     |                                                                        |
| 10-12-1994                                                             | Jeddah                                                                 | Arabia Saudita                                                         | 1 – 2                                                                  | Polonia                                                                | Amichevole                                                             | -1                                                                     |                                                                        |
| 15-3-1995                                                              | Ostrowiec Swietokrzyski                                                | Polonia                                                                | 4 – 1                                                                  | Lituania                                                               | Amichevole                                                             | -1                                                                     |                                                                        |
| 16-8-1995                                                              | Parigi                                                                 | Francia                                                                | 1 – 1                                                                  | Polonia                                                                | Qual. Euro 1996                                                        | -1                                                                     |                                                                        |
| 6-9-1995                                                               | Zabrze                                                                 | Polonia                                                                | 0 – 0                                                                  | Romania                                                                | Qual. Euro 1996                                                        | -0                                                                     |                                                                        |
| 11-10-1995                                                             | Bratislava                                                             | Slovacchia                                                             | 4 – 1                                                                  | Polonia                                                                | Qual. Euro 1996                                                        | -4                                                                     |                                                                        |
| 15-11-1995                                                             | Trebisonda                                                             | Azerbaigian                                                            | 0 – 0                                                                  | Polonia                                                                | Qual. Euro 1996                                                        | -0                                                                     |                                                                        |
| 19-2-1996                                                              | Hong Kong                                                              | Giappone                                                               | 5 – 0                                                                  | Francia                                                                | Carlsberg Cup 1996                                                     | -5                                                                     |                                                                        |
| 28-2-1996                                                              | Fiume                                                                  | Croazia                                                                | 2 – 1                                                                  | Polonia                                                                | Amichevole                                                             | -2                                                                     |                                                                        |
| 27-3-1996                                                              | Łódź                                                                   | Polonia                                                                | 0 – 0                                                                  | El Salvador                                                            | Amichevole                                                             | -0                                                                     |                                                                        |
| 9-10-1996                                                              | Londra                                                                 | Inghilterra                                                            | 2 – 1                                                                  | Polonia                                                                | Qual. Mondiali 1998                                                    | -2                                                                     |                                                                        |
| 12-3-1997                                                              | Ostrava                                                                | Rep. Ceca                                                              | 2 – 1                                                                  | Polonia                                                                | Amichevole                                                             | -2                                                                     |                                                                        |
| 2-4-1997                                                               | Chorzów                                                                | Polonia                                                                | 0 – 0                                                                  | Italia                                                                 | Qual. Mondiali 1998                                                    | -0                                                                     |                                                                        |
| 30-4-1997                                                              | Napoli                                                                 | Italia                                                                 | 3 – 0                                                                  | Polonia                                                                | Qual. Mondiali 1998                                                    | -3                                                                     |                                                                        |
| 31-5-1997                                                              | Chorzów                                                                | Polonia                                                                | 0 – 2                                                                  | Inghilterra                                                            | Qual. Mondiali 1998                                                    | -2                                                                     |                                                                        |
| Totale                                                                 |                                                                        | Presenze                                                               | 20                                                                     |                                                                        | Reti                                                                   | -31                                                                    |                                                                        |

## Palmarès

### Giocatore

#### Competizioni nazionali
- Campionato polacco: 1

Widzew Lodz: 1995-1996
- Campionato portoghese: 1

Porto: 1996-1997
- Supercoppa di Portogallo: 1

Porto: 1996